# Schlechterella abyssinica
Schlechterella abyssinica är en oleanderväxtart som först beskrevs av Emilio Chiovenda, och fick sitt nu gällande namn av H.J.T. Venter och R.L. Verhoeven. Schlechterella abyssinica ingår i släktet Schlechterella och familjen oleanderväxter. Inga underarter finns listade i Catalogue of Life.